# Słodków (gromada w powiecie tureckim)
Słodków – dawna gromada, czyli najmniejsza jednostka podziału terytorialnego Polskiej Rzeczypospolitej Ludowej w latach 1954–1972.
Gromady, z gromadzkimi radami narodowymi (GRN) jako organami władzy najniższego stopnia na wsi, funkcjonowały od reformy reorganizującej administrację wiejską przeprowadzonej jesienią 1954 do momentu ich zniesienia z dniem 1 stycznia 1973, tym samym wypierając organizację gminną w latach 1954–1972.
Gromadę Słodków siedzibą GRN w Słodkowie utworzono – jako jedną z 8759 gromad na obszarze Polski – w powiecie tureckim w woj. poznańskim, na mocy uchwały nr 39/54 WRN w Poznaniu z dnia 5 października 1954. W skład jednostki weszły obszary dotychczasowych gromad Albertów, Budy Słodkowskie, Grabieniec, Słodków, Słodków-Kolonia i Wrząca oraz miejscowości Muchlin-Kolonia B, Obrzębin-Kolonia, Obrzębin i Muchlin z dotychczasowej gromady Muchlin ze zniesionej gminy Dziadowice w tymże powiecie. Dla gromady ustalono 18 członków gromadzkiej rady narodowej.
1 stycznia 1959 do gromady Słodków włączono miejscowości Cisew i Zabrodzie-Folusz ze zniesionej gromady Cisew w tymże powiecie.
31 grudnia 1971 gromadę zniesiono, a jej obszar włączono do nowo utworzonej gromady Turek w tymże powiecie.